# Birgül Güler
Birgül Güler est une joueuse de volley-ball turque née le 2 mai 1990 à Bursa. Elle mesure 1,81 m et joue au poste de réceptionneuse-attaquante. 

## Clubs
| Club                   | De        | À         |
| ---------------------- | --------- | --------- |
| Bosch Spor             |           | 2005-2006 |
| Nilüfer Belediye       | 2006-2007 | 2012-2013 |
| Bursa BBSK             | 2013-2014 | 2015-2016 |
| İdmanocağı Spor Kulübü | 2016-2017 | 2016-2017 |
| Nilüfer Belediye       | 2017-2018 | 2017-2018 |
| Çanakkale Belediye     | 2018-2019 | 2018-2019 |
| Kale 1957 Spor Kulübü  | 2019-2020 | 2019-2020 |
| İlbank Ankara          | 2020-2021 | …         |

## Palmarès

### Équipe nationale
- Ligue européenne
  - Finaliste : 2015.

### Clubs
- Challenge Cup
  - Vainqueur : 2015.
- Coupe de Turquie
  - Finaliste : 2011.
- BVA Cup
  - Vainqueur: 2011.